# 2005年の鉄道
2005年の鉄道（2005ねんのてつどう）とは、2005年（平成17年）に起こった鉄道関係の出来事をまとめたページである。
2004年の鉄道 - 2005年の鉄道 - 2006年の鉄道

## 出来事の一覧

### 1月
- 1月1日
  - （改組） 韓国鉄道公社・韓国鉄道施設公団←鉄道庁 (韓国国鉄)（上下分離により公社化）
  - （法人名変更） ソウルメトロ←ソウル特別市地下鉄公社
- 1月20日
  - 韓国鉄道公社
    - （電化、複々線化） 広域電鉄京釜電鉄線 餅店駅 - 天安駅 (58.9km)
    - （常設駅化） 斗井駅←斗井信号場（京釜電鉄線）
- 1月29日
  - 名古屋鉄道
    - （一般営業開始） 空港線 常滑駅 - 中部国際空港駅 (4.2km)
    - （本開業） りんくう常滑駅、中部国際空港駅（空港線）
    - （駅名改称） 徳重・名古屋芸大駅←徳重駅（犬山線）
    - （駅名改称） 名鉄岐阜駅←新岐阜駅（各務原線、名古屋本線）
    - （駅名改称） 各務原市役所前駅←各務原飛行場駅（各務原線）
    - （駅名改称） 青山駅←南成岩駅（河和線）
    - （駅名改称） 名鉄一宮駅←新一宮駅（名古屋本線、尾西線）
    - （駅名改称） 山王駅←ナゴヤ球場前駅、名鉄名古屋駅←新名古屋駅（名古屋本線）
    - （駅廃止） 東笠松駅（名古屋本線）
    - （駅廃止） 学校前駅（広見線）

  - 豊橋鉄道
    - （駅名改称） 愛知大学前駅←大学前駅（渥美線）

### 2月
- 2月3日
  - 福岡市交通局
    - （新線開業） 七隈線 橋本駅 - 天神南駅 (12.0km)
    - （新駅開業） 橋本駅、次郎丸駅、賀茂駅、野芥駅、梅林駅、福大前駅、七隈駅、金山駅、茶山駅、別府駅、六本松駅、桜坂駅、薬院大通駅、薬院駅、渡辺通駅、天神南駅（七隈線）

### 3月
- 3月1日
  - 東日本旅客鉄道
    - （新駅開業） 内野西が丘駅（越後線 越後赤塚駅 - 内野駅間）

  - 西日本旅客鉄道
    - （新駅開業） ひめじ別所駅（山陽本線（JR神戸線） 曽根駅 - 御着駅間）
    - （駅名改称） 城崎温泉駅←城崎駅（山陰本線）

  - 愛知環状鉄道
    - （新駅開業） 愛環梅坪駅（愛知環状鉄道線 新豊田駅 - 四郷駅間）
    - （新駅開業） 貝津駅（愛知環状鉄道線 四郷駅 - 保見駅間）

  - 肥薩おれんじ鉄道
    - （新駅開業） たのうら御立岬公園駅（肥薩おれんじ鉄道線 上田浦駅 - 肥後田浦駅間）
- 3月6日
  - 愛知高速交通
    - （新線開業） 東部丘陵線 藤が丘駅 - 万博八草駅 (8.9km)
    - （新駅開業） 藤が丘駅、はなみずき通駅、杁ヶ池公園駅、長久手古戦場駅、芸大通駅、公園西駅、万博会場駅、陶磁資料館南駅、万博八草駅（東部丘陵線）
- 3月17日
  - 東武鉄道
    - （信号場新設） 嵐山信号場（東上本線 武蔵嵐山駅 - 小川町駅間）
    - （複線化） 東上本線 武蔵嵐山駅 - 嵐山信号場
- 3月22日
  - 一畑電気鉄道
    - （駅名改称） 雲州平田駅←平田市駅（北松江線）
- 3月25日
  - 2005年日本国際博覧会協会
    - （新線開業） 愛・地球博線 北ゲート駅 - EXPOドーム駅 (1.6km)
    - （新駅開業） 北ゲート駅、西ゲート駅、EXPOドーム駅（愛・地球博線）
- 3月26日
  - 三岐鉄道
    - （新駅開業） 星川駅（北勢線 在良駅 - 七和駅間）
    - （新駅開業） 東員駅（北勢線 穴太駅 - 大泉駅間。六把野駅、北大社駅を統合）
    - （駅廃止・信号場化） 北大社信号場←北大社駅（北勢線。六把野駅と統合）
    - （駅廃止） 坂井橋駅（北勢線）
    - （駅廃止） 六把野駅（北勢線。北大社駅と統合）

  - 神戸電鉄
    - （駅休止） 菊水山駅（有馬線）
- 3月31日
  - 豊橋鉄道
    - （新駅開業） 駅前大通停留場（東田本線 駅前駅 - 新川停留場間）

### 4月
- 4月1日
  - 日立電鉄
    - （路線廃止） 日立電鉄線 常北太田駅 - 鮎川駅
    - （駅廃止） 常北太田駅、小沢駅、常陸岡田駅、川中子駅、大橋駅、茂宮駅、南高野駅、久慈浜駅、大甕駅、水木駅、大沼駅、河原子駅、桜川駅、鮎川駅（日立電鉄線）

  - のと鉄道
    - （路線廃止） 能登線 穴水駅 - 蛸島駅
    - （駅廃止） 中居駅、比良駅、鹿波駅、甲駅、沖波駅、前波駅、古君駅、鵜川駅、七見駅、矢波駅、波並駅、 藤波駅、宇出津駅、羽根駅、小浦駅、縄文真脇駅、九十九湾小木駅、白丸駅、九里川尻駅、松波駅、恋路駅、鵜島駅、南黒丸駅、鵜飼駅、上戸駅、飯田駅、珠洲駅、正院駅、蛸島駅（能登線）

  - 名古屋鉄道
    - （路線廃止） 岐阜市内線 岐阜駅前駅 - 忠節駅
    - （駅廃止） 岐阜駅前駅、新岐阜駅前駅、金宝町駅、徹明町駅、金町駅、千手堂駅、本郷町駅、西野町駅、早田駅、忠節駅（岐阜市内線）
    - （路線廃止） 揖斐線 忠節駅 - 黒野駅
    - （駅廃止） 忠節駅、近ノ島駅、旦ノ島駅、尻毛駅、又丸駅、北方東口駅、北方千歳町駅、美濃北方駅、真桑駅、政田駅、下方駅、相羽駅、黒野駅（揖斐線）
    - （路線廃止） 美濃町線 徹明町駅 - 関駅間
    - （駅廃止） 徹明町駅、金園町四丁目駅、梅林駅、金園町九丁目駅、競輪場前駅、北一色駅、野一色駅、琴塚駅、日野橋駅、岩田坂駅、岩田駅、下芥見駅、上芥見駅、白金駅、小屋名駅、赤土坂駅、新田駅、新関駅、関駅（美濃町線）
    - （路線廃止） 田神線 田神駅 - 競輪場前駅間
    - （駅廃止） 市ノ坪駅、競輪場前駅（田神線）

  - 弘南鉄道
    - （駅名改称） 弘前東高前駅←東工業高前駅（弘南線）

  - 岳南鉄道（現・岳南電車）
    - （駅名改称） ジヤトコ前（ジヤトコ一地区前）駅←日産前駅（岳南線）

### 5月
- 5月6日
  - 都市鉄道等利便増進法公布

### 6月
- 6月1日
  - 香港地鉄有限公司
    - （新駅開業） 欣澳駅 (東涌線 青衣駅 - 東涌駅間)
- 6月18日
  - 重慶軌道交通
    - （新規開業） 2号線 較場口駅 - 動物園駅間

### 7月
- 7月1日
  - 大阪港トランスポートシステム
    - （運営形態変更） 第三種鉄道事業←第一種鉄道事業 テクノポート線 大阪港駅 - コスモスクエア駅
    - （運営形態変更） 第三種鉄道事業者←第一種鉄道事業者 ニュートラムテクノポート線 コスモスクエア駅 - トレードセンター前駅
    - （路線譲渡） ニュートラムテクノポート線 トレードセンター前駅 - 中ふ頭駅（大阪市交通局に譲渡）

  - 大阪市交通局
    - （第二種鉄道事業開業） 中央線 コスモスクエア駅 - 大阪港駅 (2.4km)
    - （第二種鉄道事業開業） 南港ポートタウン線 コスモスクエア駅 - トレードセンター前駅 (0.6km)
    - （路線譲受） 南港ポートタウン線 トレードセンター前駅 - 中ふ頭駅 (0.7km)（大阪港トランスポートシステムから譲受）
    - （駅譲受） コスモスクエア駅（中央線、南港ポートタウン線）
    - （駅譲受） トレードセンター前駅（南港ポートタウン線）

  - 韓国鉄道公社・ソウル特別市都市鉄道公社
    - （駅名改称） 加山デジタル団地駅←加里峰駅 (京釜電鉄線 (京釜線)・7号線)
- 7月3日
  - デリーメトロ
    - （新線開業） デリー地下鉄2号線：カシミーリ・ゲート駅 - セントラル・セクレタリアト駅（約7km）

### 8月
- 8月1日
  - 香港地鉄有限公司
    - （新線開業） 迪士尼線（ディズニーリゾート線） 欣澳駅 - 迪士尼駅
    - （新駅開業） 迪士尼駅 (ディズニーリゾート線)
- 8月24日
  - 首都圏新都市鉄道
    - （新線開業） つくばエクスプレス 秋葉原駅 - つくば駅 (58.3km)
    - （新駅開業） 秋葉原駅、新御徒町駅、浅草駅、南千住駅、北千住駅、青井駅、六町駅、八潮駅、三郷中央駅、南流山駅、流山セントラルパーク駅、流山おおたかの森駅、柏の葉キャンパス駅、柏たなか駅、守谷駅、みらい平駅、みどりの駅、万博記念公園駅、研究学園駅、つくば駅（つくばエクスプレス）

  - 東武鉄道
    - （新駅開業） 流山おおたかの森駅（野田線 初石駅 - 豊四季駅間）
- 8月31日
  - 屋島登山鉄道
    - （路線廃止） 屋島ケーブル 屋島登山口駅 - 屋島山上駅（2004年10月16日（実質的には同年10月15日）から休止）
    - （駅廃止） 屋島登山口駅、屋島山上駅（屋島ケーブル）

### 9月
- 9月1日
  - 伊豆箱根鉄道
    - （路線廃止） 駒ヶ岳鋼索線 駒ヶ岳登り口駅 - 駒ヶ岳頂上駅
    - （駅廃止） 駒ヶ岳登り口駅、駒ヶ岳頂上駅（駒ヶ岳鋼索線）
- 9月23日
  - 九州旅客鉄道
    - （新駅開業） 九大学研都市駅（筑肥線 今宿駅 - 周船寺駅間）
- 9月26日
  - 2005年日本国際博覧会協会
    - （路線廃止） 愛・地球博線 北ゲート駅 - EXPOドーム駅
    - （駅廃止） 北ゲート駅、西ゲート駅、EXPOドーム駅（愛・地球博線）

### 10月
- 10月1日
  - 西日本旅客鉄道
    - （新駅開業） 北長瀬駅（山陽本線 岡山駅 - 庭瀬駅間）

  - 愛知環状鉄道
    - （駅名改称） 八草駅←万博八草駅（愛知環状鉄道線 2004年10月10日から期間限定）

  - 立山黒部貫光
    - （会社合併） 立山黒部貫光←立山黒部貫光＋立山開発鉄道
- 10月3日
  - （改組） 上田電鉄←上田交通（持株会社化により鉄道事業を子会社の上田電鉄に承継）
- 10月18日
  - 大邱広域市地下鉄公社
    - （新線開業） 大邱地下鉄2号線 汶陽駅 - 沙月駅
    - （新駅開業） 汶陽駅、多斯駅、テシル駅、江倉駅、啓明大駅、城西工団駅、梨谷駅、龍山駅、竹田駅、甘三駅、頭流駅、内唐駅、パンゴゲ駅、西門市場駅、半月堂駅 (2号線側)、慶大病院駅、大邱銀行駅、泛漁駅、寿城区庁駅、晩村駅、タムティ駅、蓮湖駅、大公園駅、孤山駅、新梅駅、沙月駅（大邱地下鉄2号線）
- 10月20日
  - ソウルメトロ
    - （新駅開業） 龍頭駅（2号線聖水支線 新踏駅 - 新設洞駅間）

### 11月
- 11月1日
  - 万葉線
    - （駅名改称） 射水市新湊庁舎前駅←新湊市役所前駅（新湊港線）
- 11月18日
  - 釜山交通公社
    - （新線開業） 3号線 水営駅 - 大渚駅
    - （新駅開業） 水営駅、望美駅、盃山駅、ムルマンゴル駅、蓮山洞駅、巨堤駅、総合運動場駅、社稷駅、美南駅、万徳駅、南山亭駅、淑嶝駅、徳川駅、亀浦駅、江西区庁駅、体育公園駅、大渚駅（釜山地下鉄3号線）
- 11月27日
  - 南海電気鉄道
    - （駅廃止） 久保町駅、築地橋駅、築港町駅（和歌山港線）

### 12月
- 12月16日
  - 韓国鉄道公社
    - （路線開業） 清凉里駅 - 徳沼駅（17.2km）（広域電鉄中央電鉄線。複線化、電車運行）
    - （新駅開業） 中浪駅、養源駅、九里駅、養正駅（中央線）
- 12月20日
  - 香港地鉄有限公司
    - （延伸開業） 機場快線 機場駅 - 博覧館駅
    - （新駅開業） 博覧館駅 (機場快線)
- 12月21日
  - 韓国鉄道公社
    - （路線開業） 朱安駅 - 東仁川駅（4.6km）（広域電鉄京仁線。複々線化）
- 12月26日
  - 広州市地下鉄道総合公司
    - （路線開業）広州地下鉄2号線 暁港駅 - 万勝囲駅
    - （路線開業）広州地下鉄3号線 (6.7km) 広州東駅 - 客村駅
    - （路線開業）広州地下鉄4号線 (14.1km) 万勝囲駅 - 新造駅
- 12月27日
  - 韓国鉄道公社
    - （新駅開業） 洗馬駅、烏山大駅（京釜線 餅店駅 - 烏山駅間）
- 12月31日
  - 上海地下鉄運営有限公司
    - （路線開業） 上海地下鉄4号線 大木橋路駅 - 藍村路駅
    - （新駅開業） 大木橋路駅、東安路駅、上海体育場駅、上海体育館駅、宜山路駅、虹橋路駅、延安西路駅、中山公園駅、金沙江路駅、曹楊路駅、鎮坪路駅、中潭路駅、上海駅、宝山路駅、海倫路駅、臨平路駅、大連路駅、楊樹浦路駅、浦東大道駅、世紀大道駅、浦電路駅、藍村路駅 (上海地下鉄4号線)

## 主なダイヤ改正

### 1月
- 1月29日
  - 名古屋鉄道 ※白紙改正

### 2月
- 2月17日
  - 名古屋鉄道

### 3月
- 3月1日 - JRグループダイヤ改正
  - 東日本旅客鉄道
  - 西日本旅客鉄道
    - 寝台特急「あさかぜ」廃止。
    - 特急「いそかぜ」廃止。

  - 九州旅客鉄道
    - 寝台特急「さくら」廃止。「さくら」と併結していた「はやぶさ」は「富士」と併結運転に。
    - 鹿児島本線鳥栖駅 - 銀水駅間でワンマン運転開始。
- 3月17日
  - 東武鉄道 - ダイヤ改正
    - 東上本線 小川町駅 - 寄居駅でワンマン運転開始。
- 3月22日
  - 名古屋鉄道

### 8月
- 8月21日
  - 九州旅客鉄道
    - 「SL人吉号」運行終了。
- 8月24日
  - 関東鉄道 - ダイヤ改正
    - 常総線 守谷駅 - 下館駅間で快速列車運行開始。
- 8月28日
  - 九州旅客鉄道
    - 「SLあそBOY」運行終了。

### 10月
- 10月1日
  - 西日本旅客鉄道 - ダイヤ改正
    - 寝台特急「彗星」廃止。「彗星」と併結していた「あかつき」は「なは」と併結運転に。同時に「なは」は、京都駅 - 熊本駅間の運転となった。

  - 東海旅客鉄道 - ダイヤ改正
    - 中央本線・愛知環状鉄道線経由で名古屋駅 - 高蔵寺駅 - 岡崎駅間直通定期列車運転開始。
- 10月16日
  - 南海電気鉄道 - ダイヤ改正。
    - 高野線 橋本駅 - 極楽橋駅間の各駅停車ワンマン運転開始。

### 11月
- 11月27日
  - 南海電気鉄道 - ダイヤ改正。
    - 南海本線ダイヤ改正。

## 災害・不通・事故・事件など

### 1月
- 1月10日
  - 阪急電鉄
    - （事故） 神戸本線 武庫之荘西踏切（武庫之荘駅 - 西宮北口駅間）で、下り急行列車が踏切内に進入した軽自動車と衝突し、脱線。軽自動車の乗員3名が死亡。なお軽自動車のドライバーは警察による職務質問を振り切り逃走中で、無免許及び飲酒運転だった事が判明。

  - くま川鉄道
    - （事故） 湯前線 久保踏切（一武駅 - 肥後西村駅間）で、上り列車が踏切に進入した小型ダンプと衝突し、脱線。小型ダンプの運転手が死亡。
- 1月12日
  - 九州旅客鉄道
    - （事故） 久大本線 御井踏切（御井駅構内）で、同踏切先にある丁字路を曲がりきれず立ち往生していたトラックの荷台に上り普通列車が衝突し、脱線。
- 1月13日
  - 東日本旅客鉄道
    - （燃料切れ） 北上線 ゆだ高原駅 - ほっとゆだ駅間で、上り普通列車が燃料切れのため立ち往生。
- 1月14日
  - 北海道旅客鉄道
    - （事故） 宗谷本線 美深駅構内で、下り普通列車が同駅停車中の上り除雪列車と接触（列車衝突事故）。除雪列車として停車していたラッセル車の側翼が開いていたことが原因。

### 2月
- 2月1日
  - 東日本旅客鉄道
    - （災害・事故） 上越線 六日町駅構内で、上り特急「はくたか6号」（北越急行681系2000番台）が豪雪により脱線。
- 2月3日
  - 東日本旅客鉄道
    - （災害・事故） 上越線 浦佐駅 - 八色駅間で、除雪列車が豪雪により脱線。
- 2月26日
  - 西日本旅客鉄道
    - （災害・事故） 津山線 玉柏駅 - 牧山駅間で、上り回送列車が斜面より崩落した岩塊に衝突し、脱線。

### 3月
- 3月1日
  - 東日本旅客鉄道
    - （災害・事故） 五能線 大釈迦道踏切（板柳駅 - 鶴泊駅間）付近で、上り除雪列車が豪雪により脱線。
- 3月2日
  - 土佐くろしお鉄道
    - （事故・不通） 宿毛線 中村駅 - 宿毛駅（土佐くろしお鉄道宿毛駅衝突事故発生のため）
- 3月12日
  - 東日本旅客鉄道
    - （災害・事故） 只見線 早戸駅 - 会津水沼駅間で、下り普通列車が斜面より崩落した積雪及び倒木に衝突し、脱線。
- 3月15日
  - 東武鉄道
    - （事故） 伊勢崎線 竹ノ塚駅前の伊勢崎線第37号踏切で死傷事故発生（東武伊勢崎線竹ノ塚駅踏切死傷事故）。
- 3月22日
  - 北海道旅客鉄道
    - （災害・事故） 留萌本線 箸別駅 - 増毛駅間で、下り普通列車が堆積した雪に乗り上げ脱線。

### 4月
- 4月1日
  - 豊橋鉄道
    - （事故） 渥美線 植田6号踏切（向ヶ丘駅構内）で、上り列車が踏切内に進入した自動車と衝突し、脱線。
- 4月7日
  - 土佐くろしお鉄道
    - （運転再開） 宿毛線 中村駅 - 東宿毛駅（3月2日の事故のため全線不通だった）
- 4月25日
  - 西日本旅客鉄道
    - （事故・不通） 福知山線 尼崎駅 - 宝塚駅（JR福知山線脱線事故発生のため）
- 4月26日
  - 東日本旅客鉄道
    - （事故） 常磐線羽鳥駅付近の踏切で、特急スーパーひたち23号が立ち往生してたトレーラーと衝突し、先頭車両が脱線。

### 6月
- 6月19日
  - 西日本旅客鉄道
    - （運転再開） 福知山線 尼崎駅 - 宝塚駅

### 9月
- 9月6日
  - 高千穂鉄道
    - （災害・不通） 高千穂線 延岡駅 - 高千穂駅（台風14号による増水・橋梁流失のため）

### 10月
- 10月1日
  - 東海旅客鉄道
    - （運転再開） 高山本線 飛騨古川駅 - 角川駅（台風23号により前年10月23日から不通だった）

### 11月
- 11月1日
  - 土佐くろしお鉄道
    - （運転再開） 宿毛線 東宿毛駅 - 宿毛駅（3月2日の事故のため不通だった）

### 12月
- 12月25日
  - 東日本旅客鉄道
    - （事故・不通） 羽越本線 鶴岡駅 - 酒田駅（JR羽越本線脱線事故発生のため）

## 鉄道車両

### 新系列・新形式
- 東日本旅客鉄道
  - E531系電車
- 東海旅客鉄道
  - N700系新幹線電車 （試作車）
- 西日本旅客鉄道
  - 321系電車
  - 923系新幹線電車 （検測車）

- 東武鉄道
  - 50000系電車
- 小田急電鉄
  - 50000形電車
- 名古屋鉄道
  - 2000系電車
  - 2200系電車
- 南海電気鉄道
  - 2300系電車
- 新京成電鉄
  - N800形電車
- 福岡市交通局
  - 3000系電車
- 首都圏新都市鉄道
  - TX-1000系電車
  - TX-2000系電車
- のと鉄道
  - NT200形気動車
- 愛知高速交通
  - 100形電車

- ソウル特別市地下鉄公社
  - 2000系電車（2代目）
- 大邱広域市地下鉄公社
  - 2000系電車

### 譲渡形式
- ミャンマー国鉄←のと鉄道
  - NT100形気動車

### 消滅形式
- のと鉄道
  - NT800形気動車

　名古屋鉄道5500系
- 小田急電鉄
  - 4000形電車 (初代)

### 受賞
- ブルーリボン賞：日本貨物鉄道M250系電車
- ローレル賞：九州旅客鉄道800系新幹線電車、長崎電気軌道3000形電車
- グッドデザイン賞：愛知高速交通100形電車、広島電鉄5100形電車、名古屋鉄道2000系電車、福岡市交通局3000系電車、四国旅客鉄道8000系電車（リニューアル）、小田急電鉄50000形電車、九州旅客鉄道800系新幹線電車